# Bijagosöarna

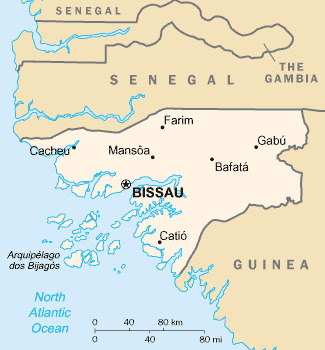
Karta över Guinea-Bissau med Bijagosöarna

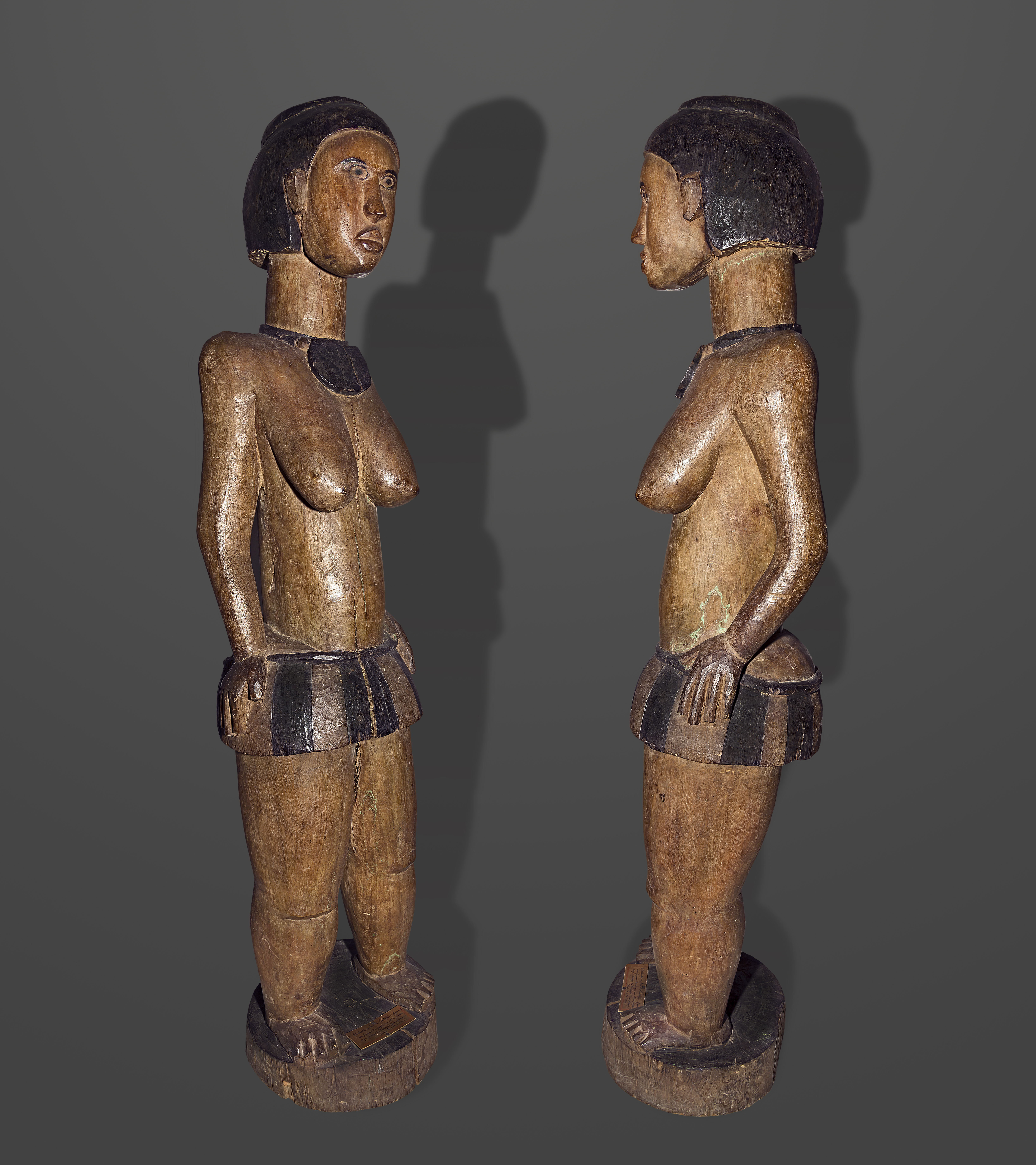
Skulptur av kvinna.

Bijagosöarna eller Bissagosöarna är en grupp med runt 88 större och mindre öar i Atlanten utanför Guinea-Bissaus kust. Öarna har en sammanlagd areal om 2 624 km² och en befolkning på 30 000 invånare (2006).

## Allmänt
Befolkningen talar i huvudsak bijago och har en betydande grad av autonomi.
De mest betydande öarna är: Bolama, Bubaque, Carache, Caravela, Enu, Formosa, Galinhas, João Viera, Maio, Meneque, Orango, Orangozinho, Ponta, Roxa, Rubane, Soga, Unhocomo, Uno och Uracane.
Öarna utgör även ett biosfärområde, känt för djur som havssköldpaddor och primater och är till större delen skogbeklädda.

## Kultur
Kvinnor hade och har fortfarande stor betydelse i Bijagoskulturen. Under kolonialtiden fanns det flera kvinnliga härskare i öriket, som Idiana Ibop på Canhabaque eller Okinka Pampa på Orango. Idag dominerar kvinnor på Orango fortfarande samhället och besluten ligger i händerna på drottningar.

## Historia
Under den pre-koloniala tiden var öarna centrala för handeln längs Västafrikas kust, och öarna byggde upp en stark flotta. 1535 drev de portugiserna på flykten när de försökte erövra öarna. Portugal fick total kontroll över Bijagosöarna 1870, och 1936, efter fem århundradens kolonial närvaro vid kusten, deklarerade de att Bijagosöarna var erövrade.
Bijagosöarna besöktes av den österrikiska antropologen och fotografen Hugo Bernatzik 1930-1931. Bernatzik dokumenterade vardagslivet bland bijagosfolket.
De södra öarna är idag naturreservat. Öarna Bubaque, Bolama och Caravela har den största befolkningen och flest besök av turister.